# USS Lexington (CV-16)
Pour les autres navires du même nom, voir USS Lexington.
L’USS Lexington (CV-16) est l'un des 24 porte-avions de la classe Essex de l'United States Navy construits durant la Seconde Guerre mondiale. Mis en service en février 1943, il combattit dans le Pacifique. Désarmé après guerre, il est ensuite modernisé et remis en service en 1955, servant principalement comme porte-avions d'entraînement, basé à la Naval Air Station Pensacola en Floride. Il est retiré du service en 1991 et est aujourd'hui un navire-musée à Corpus Christi au Texas.

## Histoire
Sa construction fut lancée en 1941 aux chantiers Bethlehem Steel, sur la côte Est, dans le Massachusetts. Il est le cinquième bâtiment de l'US Navy à porter le nom de Lexington, en l'honneur de la bataille de Lexington dans le Massachusetts pendant la révolution américaine. Il devait initialement être appelé Cabot mais son nom fut changé en celui de Lexington après que le premier porte-avions ayant porté ce nom, l'USS Lexington (CV-2) eut été coulé lors de la bataille de la mer de Corail le 8 mai 1942.
Le Lexington est lancé en septembre 1942 et est mis en service le 17 février 1943. Il est envoyé dans le Pacifique, aux îles Gilbert, à Hollandia. Torpillé près de Kwajalein le 4 décembre 1943, il sera immobilisé pendant deux mois. Il combat ensuite lors de la bataille de la mer des Philippines, à Palau. Lors de la bataille du golfe de Leyte, il fait fonction de bâtiment de commandement. Le 5 novembre 1944, un pilote suicide japonais l’endommage au large de Luçon aux Philippines. En 1945, il est à Iwo-Jima puis participe aux raids en mer de Chine méridionale et sur le Japon.
Comme de nombreux porte-avions de la classe Essex, il est désarmé peu après la guerre le 23 avril 1947. Mais il est modernisé et remis en service en 1955, reclassifié en porte-avions d'attaque (CVA-16) puis en porte-avions anti sous-marins (CVS). Durant cette seconde carrière, il opère aussi bien dans le Pacifique qu'en Atlantique et Méditerranée mais passe la plus grande partie de son temps, près de 30 ans, sur la côte Est a la Naval Air Station Pensacola servant comme porte-avions d'entraînement (CVT) à partir de 1962 en remplacement du USS Antietam. Il est définitivement retiré du service en 1991. Il aura été le porte-avions de la classe Essex à être resté le plus longtemps en service. Il fut donné pour servir de navire musée à Corpus Christi au Texas. En 2003, il fut désigné National Historic Landmark.